# Maison Arthur-Dubuc
La maison Arthur-Dubuc (parfois nommée Club Canadien) est une résidence bourgeoise de Montréal, conçue par l'architecte Alphonse Raza, construite en 1894 et située sur la rue Sherbrooke Est, entre les rues Saint-Denis et Amherst (aujourd'hui rue Atateken), dans l'arrondissement de Ville-Marie. En 1989, elle a acquis le statut de monument historique cité de juridiction municipale et, depuis 2012, le bâtiment est protégé en vertu de la Loi sur le patrimoine culturel ayant acquis le statut d'immeuble patrimonial,.

## Historique

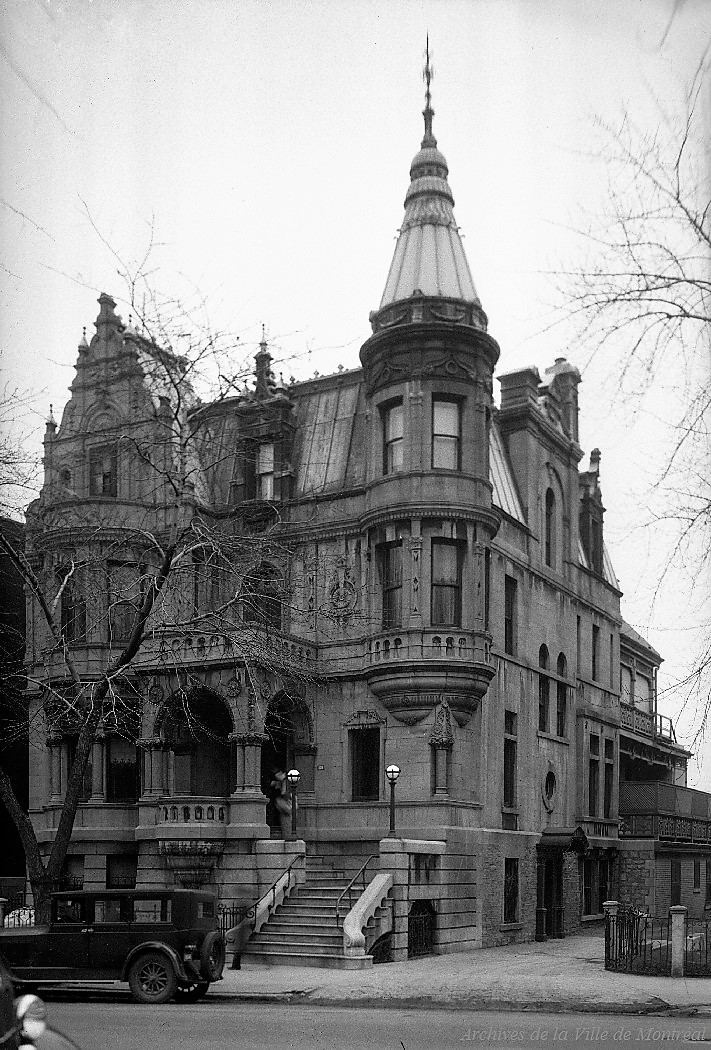
La maison Arthur-Dubuc en 1936, alors qu'elle abritait le Club Canadien.

En 1894, l’entrepreneur Arthur Dubuc achète trois lots contigus du Séminaire de Québec et fait ériger une résidence de trois étages sur ceux-ci. L’architecte Alphonse Raza est chargé de sa conception et sa réalisation. Le nouveau propriétaire décède en 1895. Ce n'est qu'en 1901 que la maison est vendue par sa succession.
Par la suite, le Club Canadien devient propriétaire de cette résidence en 1927 et la fait agrandir avant d’y emménager. Deux étages sont ainsi ajoutés à l’arrière et du côté est qui abrite une salle de quilles au sous-sol et une salle de réception au rez-de-chaussée selon les plans de l'architecte Lucien Parent. Un troisième étage est ajouté par la suite, en 1947, toujours à l’arrière de la résidence, mais du côté ouest, cette fois d’après les plans de l’architecte Charles Grenier. En 1964, la résidence se voit dotée d'une cage d’ascenseur qui vient s’appuyer sur la façade ouest du bâtiment. Le Club Canadien délaisse cette habitation en 1979 tout en restant propriétaire de celle-ci jusqu’en 1984.
Plusieurs acheteurs se porteront par la suite acquéreurs du bâtiment avant que l’entrepreneur Béranger Lessard l'acquiert à son tour en 1993. En 1997, la maison Arthur-Dubuc fait l'objet de travaux de restauration pour en faire des logements.

Galerie d'images
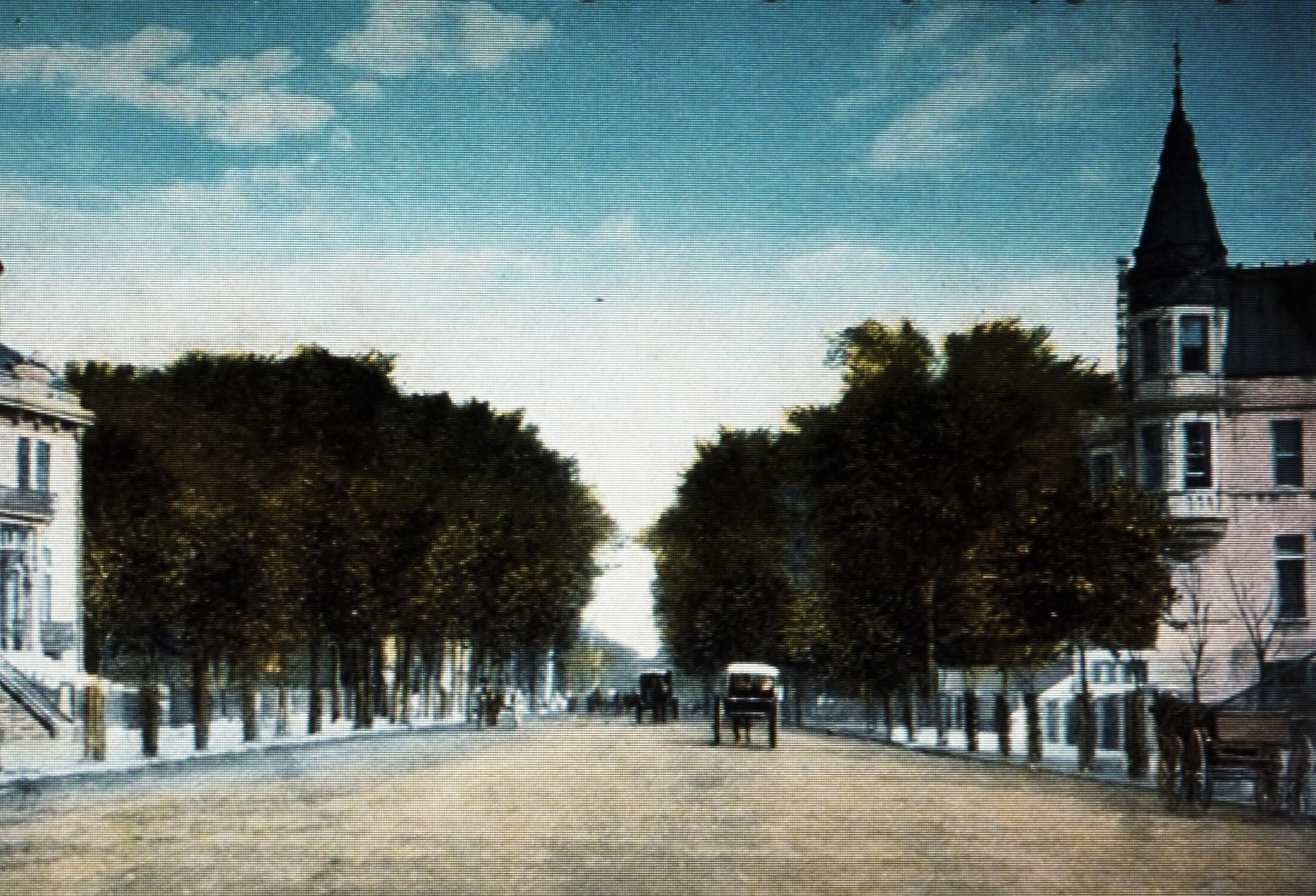
Rue Sherbrooke vers l'est, la maison Arthur-Dubuc à droite, 1910
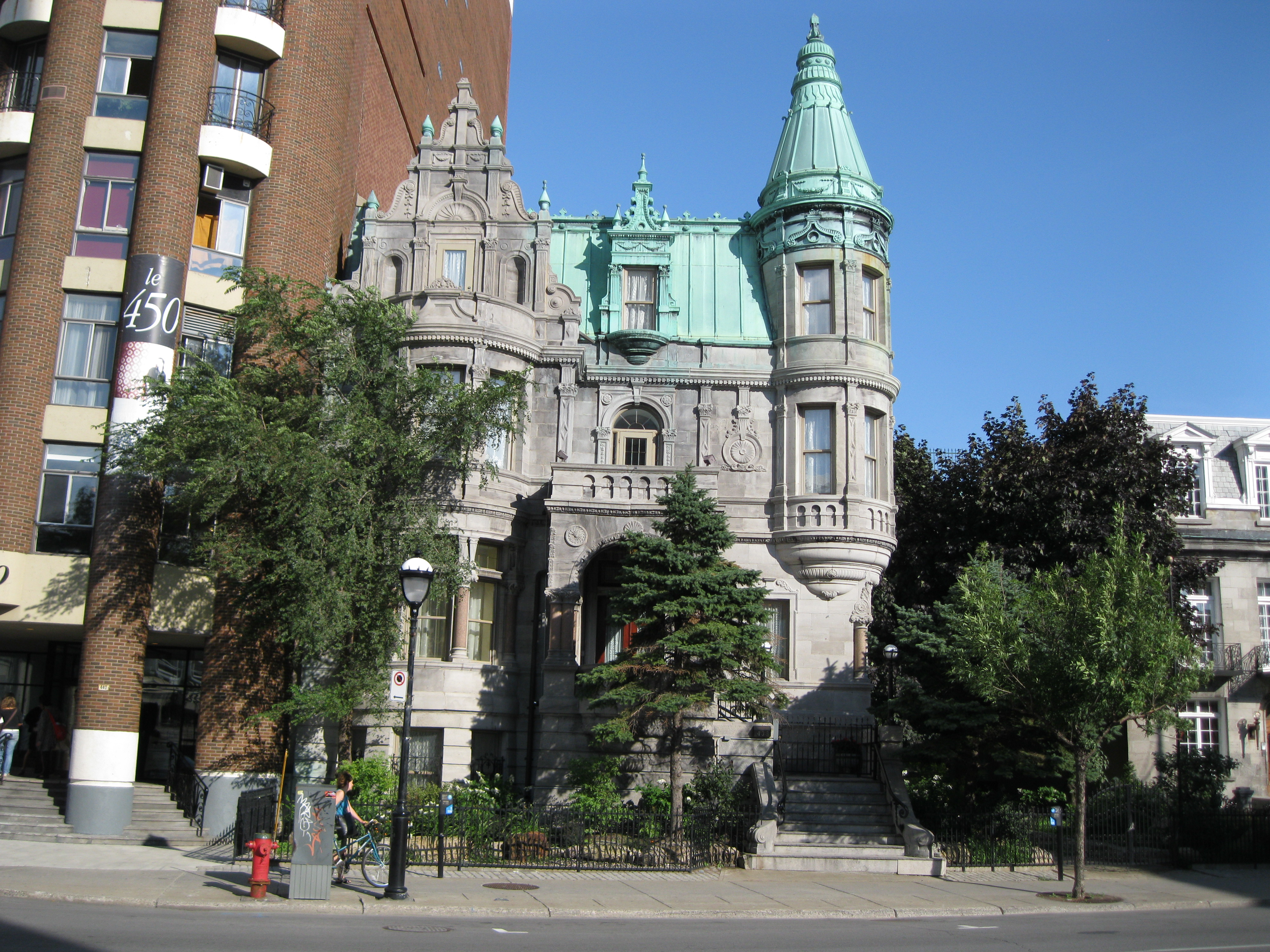
Vue de la façade
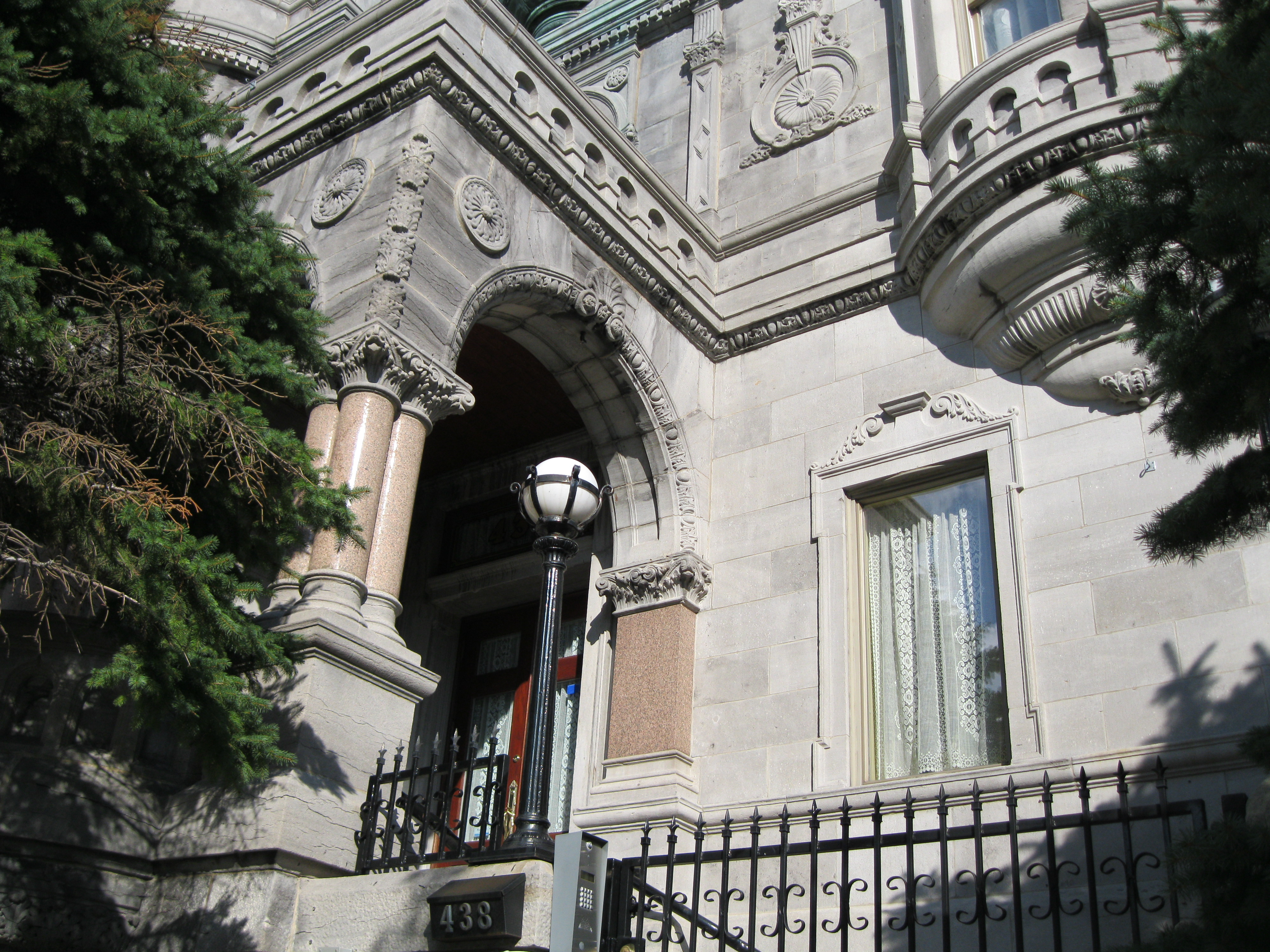
Le portail (détail)
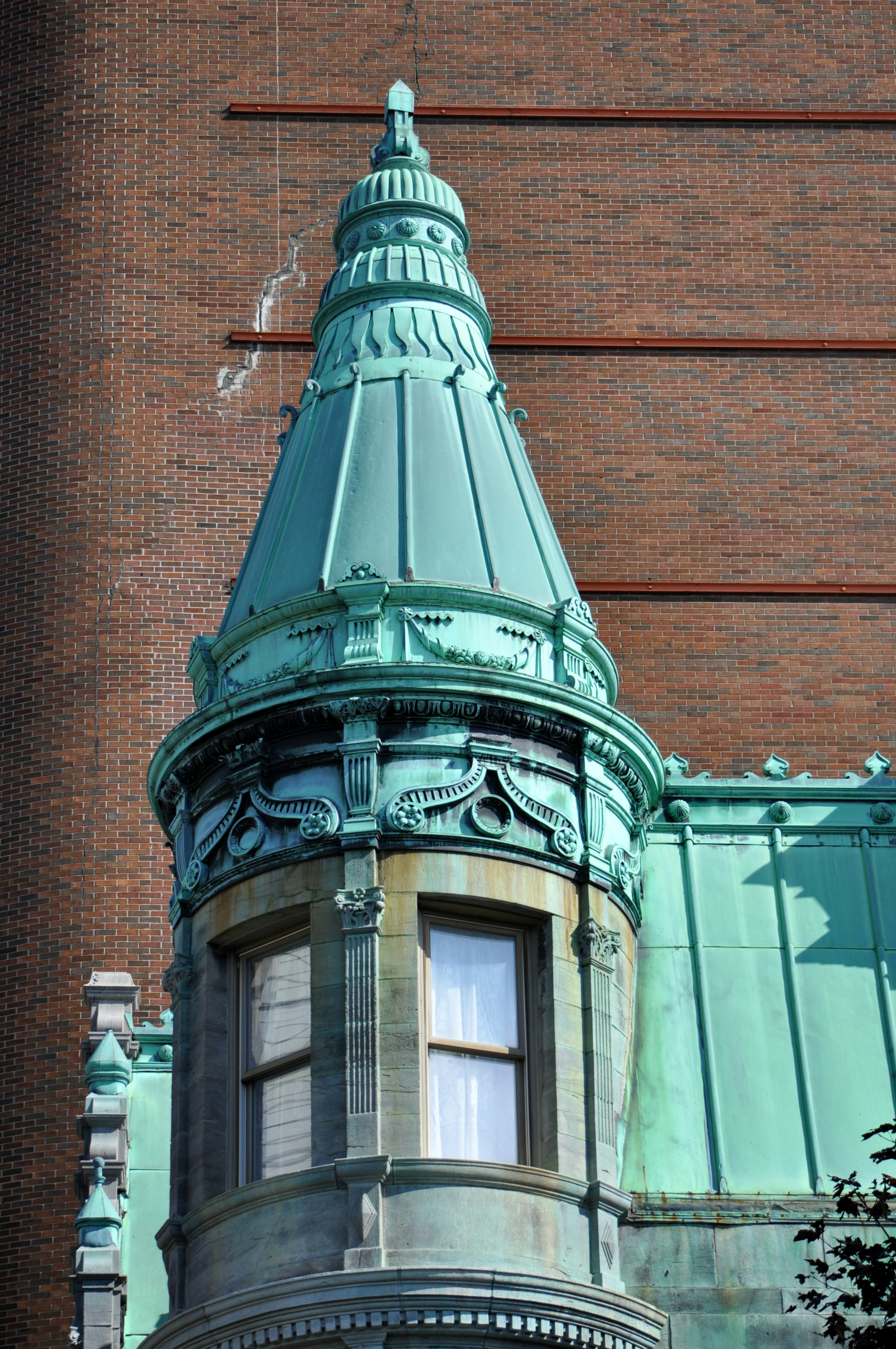
Une tourelle (détail)